# پیرکدو
تفریحگاه چشمه پیرکدو (پیر کدُی، پیرکدویه، پیر کدو) منطقه سرسبز در نزدیکی شهر مزایجان در شهرستان بوانات استان فارس است. قدمت این چشمه و منطقه به دوران هخامنشیان می‌رسد و هنوز تعدادی از قبور قدیمی مربوط به دوران زندیه و قاجاریه در این محل وجود دارد.